# 中型机械工业部

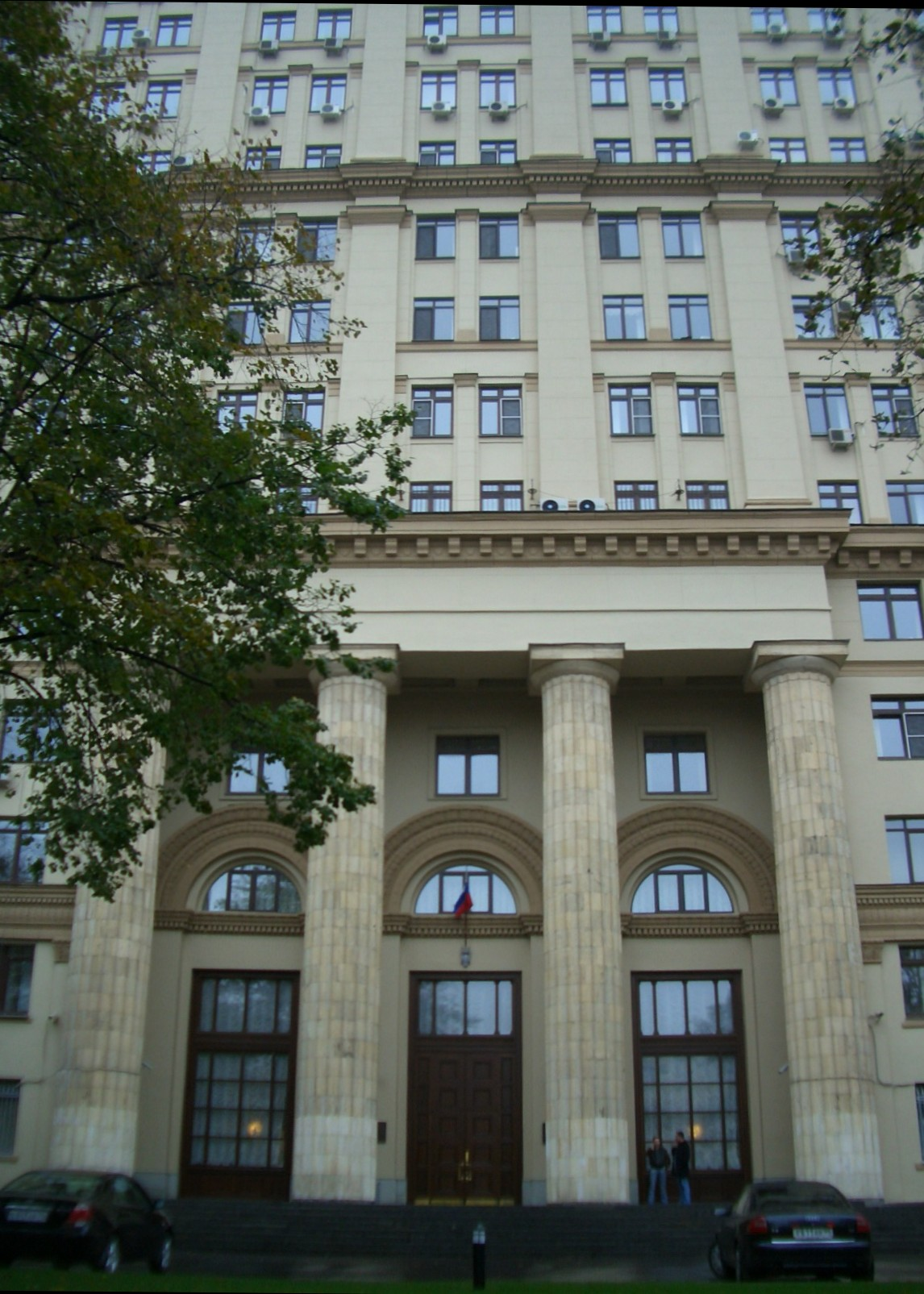
在莫斯科Большая Ордынка大街24-26号的部机关办公大楼

中型机械工业部（俄语：МСМ СССР），為前蘇聯负责核工业的一个中央部委。

## 历史
1938年12月，德国物理学家奥托·哈恩发表了铀的链式核裂变。苏联科学院化学物理研究所的尤里·鲍里索维奇·哈里顿和雅可夫·鲍里索维奇·泽尔多维奇对产生链式核裂变的条件进行了深入研究，1939年10月完成了《铀的主要同位素的链式裂变研究》与《论慢中子作用下铀的链式裂变反应》，发表在苏联《实验物理和理论物理》杂志上，系统阐明了铀-238只能用重水做减速剂才能链式裂变；铀-235在浓缩含量大于0.7%以上可以用轻水做减速剂发生链式反应。1940年3月，二人完成第三篇论文《铀核链式裂变的动力学问题研究》，发表在《实验物理和理论物理》杂志1940年第5期，阐明了核反应堆设计中起决定性作用的物理过程、慢中子与快中子的反应截面，缓发中子对超临界的影响、核能制造炸弹获取能量的可能性，理论计算得出了铀-235在快中子照射下的临界质量是10kg。苏联科学院镭研究所（РИАН）（В.Г.赫洛平）负责化学成分碎片工作，提取超铀元素。苏联科学院镭研究所开展了根据铀-238中子共振吸收化学成分残留的延展工作，减速器中的中子俘获截面——氢、碳、氧，展示这些最重要的特征，作为产生分裂反应的次级中子数。苏联科学院物理技术研究所（ЛФТИ）（阿布拉姆·约费、伊戈尔·库尔恰托夫）负责为实现链式反应积累定量数据，分离出金属铀。乌克兰物理技术研究所（УФТИ）（А.И.列伊蓬斯基）负责以热中子分离铀，首先是根据中子共振吸收把铀-235调聚到超热区。政府决定在莫斯科建设大功率回旋加速器。
1939年，苏联科学院列宁格勒物理技术研究所核研究室年轻的核物理学家格奥尔基·尼古拉耶维奇·弗廖罗夫与鲁西诺夫实验测量了每个铀核裂变时释放的次级中子数为3±1个。1940年5月弗廖罗夫与康斯坦丁·彼得扎克为屏蔽宇宙射线影响在莫斯科迪纳摩地铁站的位于地下60米深井下进行不同能量中子源作用下铀核裂变释放中子流量的实验时，发现了自發裂變现象，发表在美国《物理评论》。А.П.维诺格拉多夫早在1940年就提出了接下来广泛应用于分离铀同位素的UF气体化合物。Ф.兰格提出了以“离心”法分离同位素的发明申请，“因为此法具有的意义不是微粒质量关系，而是其质量的多样性”（1940年10月）。
1940年，А.Ф.约费提议任命“最好的问题专家”——38岁的И.В.库尔恰托夫全面领导铀课题。
苏德战争爆发后，由於纳粹德国和轴心国的闪击战，蘇聯直到1942年都未以積極的態度去進行核武器的開發。1941年12月下旬至1942年4月，弗廖罗夫（後來成為蘇聯核物理的领军人物、俄罗斯科学院院长）寫了一封秘信給库尔恰托夫、苏联国防委员会科学部门全权代表、化学家谢尔盖·瓦西里耶维奇·卡夫塔诺夫、蘇聯最高領導人斯大林三人，指出美國、英國，甚至是德國自1939年發現了核分裂後，都不再於物理科學刊物上發表相關訊息。這些學術機構完全不透漏成果的現象十分可疑，弗廖罗夫力促斯大林趕緊展開核武研究工程，他相信其他國家已各自展開了他們的秘密核研究。1942年5月，苏联国防委员会科学部门全权代表、化学家谢尔盖·瓦西里耶维奇·卡夫塔诺夫和阿布拉姆·费多罗维奇·约费院士向斯大林呈递报告，论证了在苏联为解决原子武器问题成立科学中心的必要性。卡夫塔诺夫在晚年回忆国防委员会谈论此事的情景：“向国防委员会报告此问题时，我坚持我们的建议。我说：‘当然，这里会有风险。闹不好我们会损失几千万乃至几亿卢布……。但是如果我们不去冒这个险，我们就会冒更大的危险，那就是我们可能在掌握了原子武器的敌人面前变得手无寸铁，毫无还手之力。’斯大林在会议室踱来踱去，最后下了决心，说：‘我们必须干！’”苏联国防委员会中由莫洛托夫分管这一工作。1942年9月底，斯大林召集约费院士、卡皮察院士、物理化学家尼古拉·尼古拉耶维奇·谢苗诺夫院士（科学院化学物理研究所所长）、放射化学家维塔利·格里戈里耶维奇·赫洛平院士、化学家谢尔盖·瓦西里耶维奇·卡夫塔诺夫、库尔恰托夫等人，讨论了德国、美国和英国在研原子弹的情报，听取了科学家的意见后，斯大林作出结论：“我们也要研制原子弹”。1942年9月28日苏联国防委员会签发第2352号《关于涉铀研究的组织工作》，授权苏联科学院恢复“关于原子能利用的可行性”研究工作，在1943年4月1日前提交制造铀弹的可行性报告，由副院长约费院士负责，相关部委为此提供必要的物质支持。因约飞不是核物理学家，由库尔恰托夫担任其副手。在苏联科学院的战时疏散地喀山设立实验室。1942年11月27日莫洛托夫签署苏联国防委员会第2542号《关于采铀工作》决议，责成苏联人民委员会地质委员会、有色冶金工业人民委员部稀有金属工业总局和科学院镭研究所等部门和机构全力开展铀矿勘探、开采和加工及相关工艺流程的研究工作，进一步加快1925年就已发现的位于费尔干纳西北的塔波沙尔铀矿开采和B厂提炼。1942年10月，內務人民委員部提交了一份探討核武器可行性的英國「穆德委員會」報告影本，從而令斯大林下令展開蘇聯的核武開發計畫（儘管資源相當有限）。蘇聯科學院選擇了擁有廣泛核物理閱歷的庫爾恰托夫負責这方面工作，約費院士也向莫洛托夫推薦庫爾恰托夫，莫洛托夫向斯大林進言讓庫爾恰托夫主持原子能研发业务工作。庫爾恰托夫在战争爆发后从事对抗磁性水雷的研究，之後研究坦克装甲，这时才归队恢复核物理研究。虽然政府发布了最高级别的行政命令，但是核计划的进展情况却并不尽如人意，国防委员会的指示没有得到全面深入的贯彻执行。1943年初，人民委员会秘书处上报副主席莫洛托夫，对科学院和相关部委第2352号令的执行情况表示极度的不满，指责科学院和部委相关负责人工作不力，致使核研究基本处于放任自流的状态。究其原因，一方面在于政府对核计划的性质缺乏足够的认识，仍将其视为纯粹的理论实验研究而由科学院主导进行；另一方面在于政府没有指派专人对核计划进行行政领导，以督促和协调作为独立平行单位的科学院和各部委的工作。针对以上情况，1943年2月11日莫洛托夫签署并秘密发布了苏联国防委员会第2872号《关于加强涉铀研究工作组织的补充措施》，原子能研究特别实验室从喀山“返疏散”到莫斯科。涉铀研究工作由苏联人民委员会副主席兼化学工业人民委员米哈伊尔·格奥尔基耶维奇·别尔乌辛和苏联国防委员会科学部门全权代表、化学家谢尔盖·瓦西里耶维奇·卡夫塔诺夫领导，研究工作由庫爾恰托夫主持。1943年3月7日，库尔恰托夫致约费的信中评价了苏联情报机关在钚原子弹方情报：“…全部材料情报汇总起来指出了比我们的科学家所预想的更短时间内解决所有铀问题的技术可行性，他们并不熟悉国外对该问题的工作进展”。1943年3月10日，科学院副院长拜科夫（А.А.Байков）和科学院主席团秘书布鲁耶维奇（Н.Г.Бруевич）联名签署了科学院第122号令，任命库尔恰托夫为实验室主任。1943年3月20日，库尔恰托夫写信给别尔乌辛，提出约请朗道和卡皮察参与核武器研究的必要性：“在铀弹爆炸的初期大部分物质尚未发生反应，此时物质处于其原子几乎完全电离的状态，爆炸过程的进一步发展以及原子弹威力均依赖于这种物质状态。在原子弹实现之前，在实验(哪怕是微不足道规模的实验)上根本观察不到任何与这种物质状态相似的的情况。这种物质状态被认为只有在恒星中才会实现。这一阶段爆炸过程的发展只能从理论上对其一般特性进行研究。这个困难的任务看来只能交给著名的理论物理学家朗道教授，他是类似问题的专家和真正的内行。……在解决选择同位素分离的途径及相应的机器的设计方面，第二实验室急需向具有深刻的物理知识、实验经验和工程师才能的大学者咨询并取得其帮助。将这些品质集于一身的人是卡皮察院士。因此我请求你考虑邀请卡皮察院士担任同位素分离方面的顾问及授权朗道教授开展铀弹中爆炸过程发展的计算。”作为深受斯大林信任的科学家，卡皮察很快被列选为专门委员会和科技委员会成员，参与核武器研制的领导决策。1943年3月22日，库尔恰托夫在写给别尔乌辛的报告中写：“我最近研究的材料表明，‘铀锅炉’（即反应堆——引者注）中核燃料燃烧后的产物也许可以代替铀-235用于制造原子弹。针对这些看法，我认真查阅了最近发表在美国《物理评论》杂志上关于超铀元素（镎-239和钚-239）的研究文章，可以据此确定新的铀问题研究方向……这一研究方向前景可观。”1943年4月12日，科学院副院长拜科夫和科学院主席团秘书布鲁耶维奇共同签署了科学院第121号令，为执行国防委员会相关指示，该实验室改称苏联科学院列宁格勒物理技术研究所第二实验室（现库尔恰托夫研究院）。1943年7月30日，莫洛托夫签署了国防委员会第3834号《关于组织开展铀矿勘探、开采及铀盐生产的决定》，进一步部署和督促苏联人民委员会地质委员会和有色冶金工业人民委员部等部门的铀矿勘探、开采和加工。地质委员会于1943年专门成立了放射性元素部，负责领导铀矿勘探工作。全苏矿物原料研究所专门成立了第6铀研究室，进行铀地质学研究。铀矿的开采和加工则由有色冶金工业人民委员部负责，生产基地设在塔吉克塔波沙尔铀矿区于1935年投产的“B”实验厂，计划每年生产4吨铀盐。然而，由于矿产资源贫乏、生产条件落后、人力和资金投入不足，铀矿勘探、开采和加工进展缓慢。正如斯拉夫斯基所说，“1943年，我们还什么也没有，既没有铀，也没有石墨。没有规模化开采铀矿。”1943年8月14日，约费又以列宁格勒物理技术研究所所长的名义签署第86号令，进一步明确了2号实验室为独立实验室，隶属于科学院，不再受列宁格勒物理技术研究所管辖。国防委员会于1943年8月16日制定了研发气体扩散装置的计划。1943年12月30日，科学院主席团授予库尔恰托夫为期一年的权限，独立进行2号实验室的行政管理、财务核算和日常活动。这一时期，苏联核计划的组织领导工作主要围绕两个中心点展开：其一是组建专门实验室，开展核研究；其二是在全国范围内勘探开采铀矿，加工核原料。1943年年中，开始研究生产高纯度石墨和反应堆用的金属铀、从反应堆生成物中提取钚的工艺。1944年5月19日，别尔乌辛曾向斯大林提交了一份《关于铀问题》的报告。报告中指出，目前苏联的核理论实验研究已为制造一系列生产设备和设计生产铀-235和钚的机器创造了条件。为了赶超国外，政府应当赋予核研究以重要的国家意义，成立国防委员会铀委员会，负责核研究的日常监督并提供相应的帮助，其成员可为：1）贝利亚（任主席），2）莫洛托夫，3）别尔乌辛（任副主席），4）库尔恰托夫。1944年5月19日，库尔恰托夫在写给斯大林的报告中明确表示，“对国外学者研究成果的情报资料分析和2号实验室所进行的理论计算与实验表明，我国普遍认为的铀问题不可能在技术上有所突破的观点是错误的……目前，利用核能制造原子弹和建造铀锅炉的途径已经十分明确……可用作原子弹炸药的有铀-235——一种特殊的铀同位素，在自然条件下与普通铀混杂在一起；还有利用回旋加速器生产出来的人造化学元素钚-239。”核计划的主要领导人——行政领导人别尔乌辛和科技领导人库尔恰托夫仍对其现状表示不满。不满的原因集中指向两个问题，一是缺乏专门的行政领导机构，二是缺乏权威的领导人。1944年7月10日，托尔乌辛与库尔恰托夫为国防委员会草拟了《关于推动铀问题研究的决定》，决定草案最后一条的内容是：“成立国防委员会铀委员会，负责铀问题研究的日常监督并提供帮助。贝利亚同志担任委员会主席，别尔乌辛担任副主席，库尔恰托夫为委员。”两个月后，库尔恰托夫又起草了一份便函，再次呈报给贝利亚，表示对核计划现状的不满。“在别尔乌辛和我呈报给您的公函中，我们汇报了国内核计划的实施情况……我国的核研究虽然在1943-1944年取得了突飞猛进的发展，然而，状况实在不能令人满意。尤其是铀原料和同位素分离问题，仍然悬而未决。2号实验室的物质技术基础还很薄弱。由于缺乏对各部门的统一领导，也由于各部门对核计划的重视程度不够，许多工作进展缓慢。知道您日理万机，但由于核计划具有重要的历史意义，我还是不得不打扰您，请您对这项工作的组织进行给予指示。”1944年11月24日，库尔恰托夫给贝利亚呈送了《关于必须吸引参与核问题研究的学者》的绝密报告，列举了朗道、卡皮察、约飞、希涅尔尼科夫、瓦尔特、阿尔齐莫维奇、基尔皮乔夫、斯梯里科维奇、谢苗诺夫、涅斯米扬诺夫共10位学者的名字，并叙述了为何要吸引他们的原因。1944年12月3日苏联国防委员会发布第7069号《保障苏联科学院2号实验室工作的紧急措施》，“责成贝利亚同志过问铀问题研究工作”；2号实验室获得了停建的实验医学研究所120公顷的用地和正在施工中的建筑。为了改变铀矿冶的落后局面，国防委员会于1944年12月8日作出第7102号《关于铀矿开采和加工保障措施的决定》，把铀矿从有色冶金工业人民委员部转交给内务人民委员部，由苏联内务人民委员部来全面负责铀矿的勘探、开采和加工，为此成立了专门的组织领导机构——内务人民委员部采矿冶金企业劳改营管理总局铀问题特别管理局，勘探塔博沙尔、维吾尔萨伊、阿德拉斯曼等铀矿。1944年苏联又从美国物理学家恩斯特·劳伦斯那里获知关于电磁法的信息。此后，苏联在分离铀同位素方面，以气体扩散技术为主，电磁法为辅，两者同时进行。1945年1月6日，内务人民委员签署了第007号《关于保障铀矿开采、开发和加工措施》的命令，亚历山大上校任特殊管理总局副局长兼总工程师。1945年2月23日，内务人民委员部第103号《关于在苏联内务部建立第六综合工厂》的命令，在原有“B”实验厂的基础上建设了苏联首个核原料加工基地——列宁纳巴德第6矿山-化学厂，下设6个采矿场和5个加工厂，集中力量开采和加工中亚铀矿，国家安全中校奇尔科夫任厂长。1945年3月8日国防委员会作出第7737号《关于1945年度铀矿地质勘探工作保障措施的决定》，进一步强调了铀矿勘探、开采和加工是国家的一项重要任务，要求政府各部门积极配合，加大力度，在最短时间内完成铀原料基地的建设任务。内务人民委员部成立铀问题科学研究所，称为“特种金属研究所”，后更名为第9研究所，主要任务是研究和制定铀矿地质勘探和铀矿加工方法以及金属铀生产工艺、钚提取和金属钚生产及其产品的制造工艺。从此，铀矿勘探、开采和加工在苏联境内全面展开。1945年4月14日内务人民委员部第324号命令任命谢甫琴科上校工程师任特殊金属研究所负责人。1944年年底，所有从事铀矿勘探和开采的人员仅有约500人；到1945年8月，已增加至2295名，主要是专业技术囚犯；1944年铀矿勘探的资金投入为650万卢布，1945年达到了1800万卢布；1944年开采矿石4000吨，提炼铀盐2吨，1945年达到了7吨。原子彈的研製仍是相對較低順位的工程。1944年4月25日，在实验室工作的人有74人，其中科技人员25人。1944年底有100人。1945年底有180人。组织结构为：
- 第一研究实验组（核反应堆物理）：库尔恰托夫，副主任И.С.帕纳修克
- 第二研究实验组（气体扩散法浓缩铀，1944年1月成立）：基科因领导。气体扩散装置的研发工作由列宁格勒加里宁工学院水力机械系主任И.Н.沃兹涅先斯基负责，计算和理论工作由数学家С.Л.索波列夫负责，苏联科学院物理化学研究所、无机化学研究所、化学物理研究所、А研究所、Г研究所、В实验室和Б实验室等机构共同协作。气体扩散装置的工作气体六氟化铀的化学性质活泼，极易腐蚀设备材料及发生氟化反应生成四氟化铀粉末，因此，需要真空封闭技术，保障工作气体不泄露，这项技术难题最终被真空技术研究所攻克。通过一台扩散机的多孔隔板，铀-235的浓度增幅不超过0.2％，随着浓度的增加，浓度的增速减缓，而核武器对铀-235的浓度要求是94％，这意味着工作气体六氟化铀需数千次通过多孔隔板。1946年开始，先后有16家企业竞标多孔隔板，最终是莫斯科硬质合金公司和第二实验室的合作方案中标。气体扩散装置对电能的消耗巨大，1千克武器级铀所消耗的电能约是60万千瓦·时。扩散机的研发工作由基洛夫工厂和高尔基工厂负责，为了完成这一任务，这两家工厂分别成立了专门设计院。И.Н.沃兹涅先斯基认为，苏联不应像美国那样研制单级扩散机，而应研制多级扩散机，这样可以减少组合单元。1946年基洛夫工厂根据其方案设计24级多级扩散机，但试验失败。1947年6月第一管理总局召开全体会议，И.Н.沃兹涅先斯基受到严厉批评。基洛夫工厂专门设计院首席设计师Э.С.阿尔金被降职，由Н.М.西涅夫接任。政府加强了技术研发力度，要求高尔基工厂专门设计院参与研发。在两家工厂竞争的情况下，高尔基厂设计的ОК系列扩散机通过了第二实验室的检测，于是扩散机第一阶段的研发任务交给高尔基厂负责，基洛夫厂协助零部件的生产与设计，但基洛夫厂自身并没有放弃研发工作。在1946-1952年间这两家工厂共研发了40多种扩散机，有17种通过检测，其中基洛夫工厂9种，高尔基工厂8种。1947年底完成了第一代扩散机的加速生产任务。1948年初，扩散机被络绎不绝地送抵813厂。
- 第三研究实验组（后处理放射化学）：库尔恰托夫。镭研究所(В.Г.赫洛平任所长)协助研究从辐照铀中分离钚的工业技术，物理化学研究所(А.Н.弗鲁姆金任所长)协助研究钚的物理性质。
- 第四研究实验组（重水生产与重水堆）：最初由П.Л.卡皮察负责，后来由于政治原因，改由М.И.科恩菲尔德负责。
- 第五研究实验组（电磁法浓缩铀）：最初由И.Ф.约飞负责，后被列夫·安德烈耶维奇·阿尔济莫维奇取代。戈洛温、谢普金。苏联科学院乌拉尔分院的电波现象实验室及位于苏呼米市的德国科学家协助研究。电磁装置由列宁格勒电力生产厂专门设计院和中央真空实验室负责设计，总设计师是Д.В.叶菲莫夫，它们设计的电磁装置总重量为6000吨。1946年8月实验装置启动。
- 第六研究实验组（新机组生产工艺）：梅尔金
- 第七研究实验组（快中子物理）：弗廖罗夫
- 第八研究实验组（介子研究）：科佐达耶夫
- 回旋加速器组：涅梅诺夫、杰烈波夫、格拉祖诺夫等从被围困的列宁格勒运出了战前建成的加速器，1944年9月8日在莫斯科运行，进行中子束实验，生产钚。

库尔托夫和帕纳修克（И.С.Панасюк）主持了石墨反应堆的研究，弗廖罗夫和达维坚科（В.А.Давиденко）主持了轻水反应堆的研究，阿里汉诺夫和尼基京主持进行了重水反应堆的研究。1945年9月，在专门委员会技术委员会第一次会议上，听取了库尔恰托夫、弗廖罗夫、阿利汉诺夫所做的对上述三种类型反应堆的研究汇报，经讨论一致认为，石墨反应堆和重水反应堆最具前景。
战胜德国时，苏联组织了核计划专家赴柏林接收纳粹的核遗产，在威廉皇帝研究所找到的成品氧化铀和重水，以及一些德国核专家，其中最重要的是铀冶金专家尼古拉斯·里尔，诺贝尔奖获得者古斯塔夫·赫兹，海因茨·珀斯教授，东德科学院院长马克斯·沃尔默，电视的先驱发明家曼弗雷德·冯·阿登纳、气体离心机创始人马克斯·斯滕贝克、开发了用于测量核爆炸动力学设备的罗伯特·多佩尔等数百人。1945年10月27日，苏联人民委员会通过了第2755-77号《关于吸收愿意在苏联工作的德国专家参与核计划》的决议。扎维尼亚金提议德国专家组成3个小组分别参与金属铀提取的工艺流程、电磁法浓缩铀、气体扩散法浓缩铀。1945年12月9日苏联人民委员会第13610号决议，批准扎维尼亚金成立内务部第九管理局，任务是保障来苏联工作的德国科学家和专家、熟练技术工人的安全与工作安置，共有257名德国人，其中技工92人。“Г”研究所位于苏呼米的“阿古泽雷”疗养院，由赫兹教授领导，从事气体扩散分离铀同位素。奥布宁斯克的“В”研究所从事核反应堆的开发和核过程的一般理论，由珀斯教授领导。第九研究所（钚研究所）成立于1945年，旨在开发纯铀和钚的生产技术，并设有德国科学家工作的实验室。由沃尔默教授领导，为重水生产装置的设计奠定了基础。多佩尔教授及其助手也在“九所”工作，配备了一个专门实验室，从事重水反应堆。尼古拉斯·里尔利用当时开发的技术在埃列科特罗斯塔利的工厂生产金属铀。
根据1945年12月19日苏联人民委员会第3117-937cc号决议《关于苏联内务人民委员部第九管理局》，组建了3个研究所：
- 基于第一管理总局“A”实验室组建而成“A”研究所。位于苏呼米市“锡诺普”疗养院内，承担原子能利用问题工作，其中工作着一批根据1945年10月27日苏联人民委员会第2755-776cc号决议“关于使用表现出来苏工作意愿的德国专家团队”受邀来苏的德国专家。“А”研究所所长为德国科学家曼弗雷德·冯·阿登教授。该研究所的首要任务由苏联部长会议于1946年9月30日第2215-908cc号决议“关于‘A’研究所和苏联内务部第九‘Г’研究所的工作”制定。
- “Г”研究所基于第一管理总局转归内务人民委员部第九管理局的“Г”实验室上组建而成。创建于苏呼米市（“阿古泽雷”疗养院内）的“Г”实验室从事原子能利用问题工作，工作着一批根据苏联人民委员会1945年10月27日第2755-776cc号命令“关于使用表现出来苏工作意愿的德国专家团队”受邀来苏的德国专家[2.С.60-61]。“Г”研究所所长为德国科学家，诺贝尔奖得主Г.赫兹。研究所首要任务由苏联部长会议于1946年9月30日第2215-908cc号命令“关于‘A’研究所和苏联内务部第九‘Г’研究所的工作”制定。
- “B”实验室使用了被监禁的科学家和德国专家。在卡卢加州划出了一块地段，临近奥布宁斯克站，距莫斯科西南100公里。实验室从事原子能利用问题研究。“B”实验室首批任务之一为研究铀浓缩核反应堆。德国物理学专家在Р.珀斯领导下工作。1946-1949年，内务人民委员部第九管理局实验室科研工作的开展和组织由乌克兰科学院А.И.列伊蓬斯基院士主持，之后则被委任为基于物理动力研究所组织起来的学术指导。现为俄罗斯联邦国家科学中心——物理动力研究所。

莫洛托夫本人也曾表示，在波茨坦会议之前，政府并没有做太多的工作。直至参与曼哈顿工程的克勞斯·福克斯送來的核情报，以及波茨坦会议上美国总统杜鲁门宣扬美国首次原子弹爆炸试验成功，对斯大林搞核恫吓。美軍於廣島與長崎兩地投下原子彈後，1945年8月20日，斯大林签署了苏联国防委员会第9887号决议，赋予核计划至高无上的国家地位，内容为：
- 成立国防委员会专门委员会，负责原子能利用有关的各项工作，全面领导核计划。政治局候补委员、苏联人民委员会副主席兼内务人民委员贝利亚元帅任主席，委员会成员有：政治局委员、中央书记、中央委员会干部管理局局长、人民委员会副主席马林科夫；苏共中央委员、苏联人民委员会第一副主席兼国家计委主席沃兹涅先斯基；弹药人民委员万尼科夫（唯一的副主席）、分管工程建设的内务副人民委员阿夫拉米·帕夫洛维奇·扎韦尼亚金中将、科学院二号实验室主任库尔恰托夫院士、科学院物理技术研究所所长卡皮察院士(拟议中的原子能计划总工程师)、国防委员会副委员、弹药副人民委员马赫涅夫（委员会秘书В.А.Махнев）、苏联人民委员会副主席兼化学工业人民委员米哈伊尔·格奥尔基耶维奇·别尔乌辛。专门委员会审议核计划实施过程中的所有重大问题，采取一切措施解决问题的权力。专门委员会会议的议事日程、记录及文件材料从不散发，与会人员的名单由专门委员会主席事先亲自确定，提交讨论的问题由专门委员会秘书在会议召开前两天电话通知各个委员。在专门委员会会议上讨论通过的与核计划有关的决定和决议草案或呈报斯大林审核批准，或由贝利亚直接签字生效，生效后立即得到落实，相关部门、机构和企业须严格执行。专门委员会有权自设机构，自行审批下属机构和企业人员编制、所用资金额度和物质技术材料，在国家银行单立账户，独立预算。与核计划有关的所有资金的使用全部列入国家预算，作为国防委员会特别支出单独立项。自1945年成立起到1949年第一颗原子弹试验，专门委员会共召开过84次会议，出台了1000多个国防委员会、人民委员会及部长会议相关决定和决议。专门委员会最后撤销时存在了8年。
- 成立专门委员会技术委员会，审议科技问题，成员有弹药人民委员万尼科夫（主席）、阿里汉诺夫院士（学术秘书）、沃兹涅先斯基通讯院士(И.Н.Вознесенский，气体扩散机总设计师)、阿夫拉米·帕夫洛维奇·扎韦尼亚金、约费院士、卡皮察院士、基科因通讯院士（И.К.Кикоин，铀同位素扩散分离负责人）、库尔恰托夫院士、马赫涅夫、尤里·鲍里索维奇·哈里顿教授、赫洛平院士（放射化学）。科技委员会划分4个领域：电磁法浓缩铀约费院士、重水获取卡皮察院士1945年12月21日被撤职后由化学工业副人民委员卡萨特金接任、钚提取赫洛平院士、分析控制为通讯院士维诺格拉多夫，工业卫生防护帕林院士。
- 组建的苏联人民委员会第一管理总局（俄语：Первое главное управление при Совете Министров СССР），负责管理原子能有关科研、设计、建筑与生产单位，受国防委员会专门委员会领导。其他任何组织、机构和个人无权过问和干涉其管理和经营活动，而且在无设计和预算方案的情况下可以进行物资采购和工程施工，一切费用实报实销。局长万尼科夫，第一副局长阿夫拉米·帕夫洛维奇·扎韦尼亚金中将负责核设施建设，副局长鲍里索夫（国家计委副主席兼特设第一局长Н.А.Борисов）负责核计划技术物资的供应和资金保障、梅什克（国家安全人民委员部反间谍总局副局长П.Я.Мешик）、安特罗波夫（国防委员会副委员、有色冶金副人民委员.Я.Антропов）负责铀矿地质勘探和矿冶、卡萨特金（А.Г.Касаткин）。1946年4月9日苏联部长会议第803-325号决议又增加了副局长：叶菲姆·帕夫洛维奇·斯拉夫斯基（有色冶金副人民委员）负责核材料生产、叶梅利亚诺夫教授（人民委员会标准化委员会主席В.С.Емельянов）负责研究所和设计院的协调工作、科马罗夫斯基（内务人民委员部工业建筑工程总局局长А.Н.Комаровский）负责核工业设施的建设、科斯特科夫（В.Г.Костыгов）。机关编制762人，内设：
  - 一局（矿冶局）：
  - 二局（专属企业管理局）：协调817厂和第11设计局
  - 三局（科研机构管理局）：
  - 四局（工程建设管理局）：
  - 五局（仪器设备生产管理局）：
  - 六局（物资供应管理局）：
  - 七局（经济计划管理局）：
  - 八局：协调813厂和814厂
  - 九局：经济局
  - 干部处
  - 劳动处
  - 2处（保密科技情报处）：内务部С局，即苏达普拉多夫小组。任务是协调内务部对外情报部门、总参情报部搜集到的国外核情报。
  - 3处（科技委员会）
  - 订货处
  - 财务处
  - 总会计室
  - 职工生活供应处
  - 运输处
  - 劳动保护保健处
  - 技术监督处
  - 秘书处
  - 直属科研设计单位：1号实验室，2号实验室，3号实验室，第11设计局，第11国家联合设计所，第12国家专门设计所，第9研究所，第13研究所，第26研究所，等等
  - 直属工业生产企业：埃列克特罗斯塔利市的金属铀生产企业第12综合厂（1945年8月30日移交给第一总局），采矿和化工设备生产企业第48厂，电磁法铀浓缩企业第412厂，列宁纳巴德第6铀矿开采和铀精矿加工企业综合厂，扩散法铀浓缩企业813综合厂，钚-239生产企业817综合厂，斯维尔德洛夫斯克-45的电化学仪器综合厂、兹拉多乌斯特-20的仪器制造厂、奔萨-19的奔萨仪器制造厂等等
  - 核弹药工业管理总局
- 在国家计委特设第一局，由国家计委副主席鲍利索夫兼任局长。
- 在国家银行单立户头，经费从国防委员会特别支出中列支。
- 地质委员会第一勘探总局
- 内务人民委员部第九局
- 内务人民委员部工业建筑工程总局
- 高纯度石墨由莫斯科电解厂、523厂提供，截至1947年10月22日，石墨的总产量达1237.5吨，基本满足了建设需要。

万尼科夫回忆，1945年8月20日前斯大林召见了他。斯大林首先简要介绍了美国的核政策，然后将话题转向苏联利用核能和制造原子弹的组织工作上来。在提到贝利亚建议将所有的领导权都交给内务人民委员部时，斯大林表示，这个建议值得重视，因为内务人民委员部拥有大型建筑和装配企业，拥有一支建筑大军和精通业务的技术和领导队伍，还拥有庞大的地方机构、铁路和水路交通网络。万尼科夫表达了不同意见，认为制造原子弹是一项异常复杂、涉及面广泛的工作，需要动用所有的国力，远非某个部门所能胜任，即便是当时实力雄厚的内务人民委员部。1945年9月4日，随着战胜日本，苏联国防委员会撤销，专门委员会划归苏联人民委员会序列。
斯大林规定在五年内完成原子弹爆炸与实战化。斯大林认为在这段时间内美国暂不会对苏联实施核打击。同时，苏联人民委员会成立第二特别委员会，专门负责研制图-4战略轰炸机与喷气发动机技术，马林科夫任第二特别委员会主席，为苏联掌握原子弹的远程战略投掷能力，形成对美国最低限度的核均势而努力。 
鉴于工程技术问题日益增多，得不到及时解决，为充实技术委员会的力量，1945年12月10日，贝利亚以人民委员会副主席的名义签署苏联人民委员会第3061-915号《关于成立专门委员会工程技术委员会的决议》，在苏联人民委员会专门委员会下设工程技术委员会，成员有：苏联人民委员会副主席兼化学工业人民委员米哈伊尔·格奥尔基耶维奇·别尔乌辛（主席）、叶梅利亚诺夫教授（副主席）、运输机械制造人民委员维亚切斯拉夫·亚历山德罗维奇·马雷舍夫技术勤务上将、分管工程建设的内务副人民委员阿夫拉米·帕夫洛维奇·扎韦尼亚金中将、电气人民委员部水文地理局局长阿列克先科（Г.В.Алексенко）、化学工业副人民委员卡萨特金、波兹尼亚科夫（学术秘书Б.С.Поздняков）。工程技术委员会下设5个分委员会，分别负责审核核原料加工与核材料生产企业的规划设计和工程建设方案：
- 第一委员会，负责人米哈伊尔·格奥尔基耶维奇·别尔乌辛、库尔恰托夫院士。分管817厂（核反应堆）设计建设。
- 第二委员会，负责人马雷舍夫、基科因通讯院士。分管813厂（气体扩散法铀浓缩）设计建设制造。
- 第三委员会，负责人阿列克先科、阿尔奇莫维奇教授（Л.В.Арцимович）。分管814厂（电磁法铀浓缩）设计建设制造。
- 第四委员会，负责人卡萨特金、科恩菲尔德教授（М.И.Корнфельд）。分管化工原料生产厂设计建设。
- 第五委员会，负责人扎韦尼亚金、普拉夫久克教授（Н.Ф.Правдюк）。分管矿冶厂设计建设。1945年在铀矿区建设了列宁纳巴德第六矿山-化学企业。[3]

1946年3月8日，斯大林签署了苏联人民委员会《关于在最重要的科研机构和实验室授予人民委员会代表全部权力》的决议。目的是为科研工作提供帮助，对科研工作执行情况及时监督、保障安全、保密、反间谍。内务部与国家安全部派出的人担任苏联人民委员会全权代表：巴布金-苏联科学院物理问题研究所，巴甫洛夫-苏联科学院第二实验室，马雷舍夫-苏联科学院物理研究所，波亚科夫-苏联科学院物理技术研究所，波岑尤科-苏联科学院镭研究所，安德烈耶夫-苏联科学院第三实验室（所长阿里汉诺夫院士）。
1946年4月9日，斯大林签署苏联人民委员会第803-325号《有关苏联人民委员会第一管理总局有关问题的决议》，把专门委员会技术委员会与工程技术委员会合并为科学技术委员会，由万尼科夫（主席）、库尔恰托夫院士（副主席）、米哈伊尔·格奥尔基耶维奇·别尔乌辛（副主席）、约费院士、赫洛平院士、阿里汉诺夫院士、谢苗诺夫院士、基科因通讯院士、斯科别利岑通讯院士（Д.В.Скобельцын）、尤里·鲍里索维奇·哈里顿教授、维亚切斯拉夫·亚历山德罗维奇·马雷舍夫技术勤务上将、阿夫拉米·帕夫洛维奇·扎韦尼亚金中将、波兹尼亚科夫（学术秘书）、列伊彭斯基教授（А.И.Лейпунский）组成。下设：
- 第一委员会分管石墨核反应堆与重水反应堆设计建设。主席别尔乌辛，学术秘书卡利宁，成员库尔恰托夫院士、阿里汉诺夫院士、波兹尼亚科夫、罗姆教授、多列扎利教授、绍尔科维奇、谢普金、卡扎科夫。
- 第二委员会分管气体扩散法铀浓缩设计建设制造。主席马雷舍夫，副主席波利科夫斯基，学术秘书杰尼索夫，成员基科因通讯院士、沃兹涅先斯基通讯院士、叶良、波兹尼亚科夫
- 第三委员会分管电磁法与离子法铀浓缩）设计建设制造。主席电力工业人民委员卡巴诺夫（И.Г.Кабанов）、副主席负责人阿列克先科，学术秘书科兹林斯基，成员有阿尔奇莫维奇教授、维克申斯基、叶夫列莫夫、列别杰夫、波波夫。
- 第四委员会分管化学冶金设计建设。主席叶梅利亚诺夫，副主席安特罗波夫
- 第五委员会分管工业卫生劳动保护相关问题。主席医学科学院院士帕林（В.В.Парин）。

第一管理总局下设：
- 原型石墨反应堆：采用了与美国不同的方案：将铀棒垂直放置，而不是水平放置，避免了美国水平方案遇到的诸如水平工艺管道结构构件容易变形等问题，大大增加了反应堆的效能，直到现在仍被世界上许多国家沿用。1946年6月10日，第一管理总局科技委员会作出决定，建造石墨物理实验堆Ф-1。6月25日，万尼科夫和库尔恰托夫向贝利亚书面汇报了实验堆的建设情况。汇报中称，实验堆已于决定当天开始施工建设，计划在12月1日堆砌完成。1946年12月25日晚18时，苏联也是欧洲第一座原子反应堆“Ф-1”开始临界运行，装入34.8吨金属铀、12.9吨二氧化铀、420吨核级超纯石墨，功率100瓦，瞬间功率3800瓦，成功地实现了自持式链式裂变反应。3天后，在联名写给斯大林的报告中，贝利亚、库尔恰托夫、万尼科夫和别尔乌辛阐述了实验堆启动的历史意义，称其为解决工业化生产核材料乃至核能利用问题创造了条件。此前，核能利用还仅限于理论推测。一方面具有重要的政治意义，消除了上至国家领导人下至普通科技人员心中的疑虑，大大增强了人们对实现核计划的信心；另一方面更具有科学意义，实现了链式裂变反应，证明了理论研究的正确性，获得了必要的物理参数，为了解和掌握核反应特性提供了可能，为工业堆的建设和运行积累了经验。
- 反应堆铀燃料：莫斯科以东70km的埃列克特罗斯塔利市的第12厂，负责氧化铀生产与铀核燃料生产。
- 工业生产堆“817综合厂”：1945年12月1日贝利亚以人民委员会第3007-892号批准了第一管理总局选定的建厂地点——车里雅宾斯克州克什特姆16公里的克泽尔塔什湖南岸建设817厂，对外地址车里雅宾斯克-40。1946年4月9日，部长会议第802-324号《关于817厂建设和启动的筹备及期限的决定》标志着工业堆建设的正式启动。1946年4月26日正式施工，工程代码是859工程。工程建设单位是内务部859建设管理局，建设主任是М.М.察列夫斯基，总工程师是В.А.萨普雷金。建筑工程同时投入45000人，主要是犯人等“特殊人员”。包括А厂：石墨堆；Б厂：放射化学厂；В厂：生产金属钚及其零部件的化学冶金与金属加工厂。厂长穆兹鲁科夫，总工程师叶菲姆·帕夫洛维奇·斯拉夫斯基。
  - А工程的总工程师是莫斯科化工机械制造研究所所长（一说斯维尔德洛夫斯克科学研究所所长）Н.А.多列扎利，石墨堆的结构设计单位有第二实验室、第十一国家专门设计所、航空工业设计院、国防工业设计院和钢结构设计院。А工程建设的步骤包括挖基坑、钢筋混凝土铺设基坑、反应堆的设计和安装。由于缺少机械，只能靠人工挖掘基坑，技术文件也历经两次变化。根据1946年4月9日部长会议的决议，А工程应于1947年7月1日投入使用。1946年9月开工，基坑深度从8米加到24米再增加到43米，直到1947年5月才完成基坑开挖。混凝土的铺设、安装钢筋加固的工作也一再延误，直到1947年底反应堆的建筑框架才完成。井壁厚3米，外包钢制水箱，井内径9.4m。1948年1月开始金属铀和主要设备的安装，但在安装过程中，遇到了高技术安装人才、含铅的金属丝(可防腐蚀)短缺等难题。之后，需要对建筑物进行粉刷、喷漆和铺地板等室内装修工作，还要种植树木，使整个反应堆隐藏在绿色丛林之中。但实际上工程到1948年5月中旬才完成，耗时接近2年，耗资达5.04亿卢布。最终成型的核反应堆高度达20多米，用高纯石墨块砌成。1948年6月初开始安装核燃料，在石墨中穿孔放置工艺管道，共计约有1168个工艺管道，每个管道都放置铀棒，其外形像气缸，内壁覆盖了一层隐形防辐射保护膜。1948年6月10日19时装入72.6吨铀燃料后达到1000千瓦链式反应临界状态，6月22日达到满功率100兆瓦。1948年12月22日首批铀块出堆送入Б厂。
  - Б厂（放射化学厂）总工程师是Б.В.戈洛莫夫。结构设计单位是第十一国家专门设计院。根据1946年4月9日部长会议的决议，Б工程计划于1947年9月1日投入使用。1946年12月，Б工程的施工技术文件陆续完成，它的建设步骤包括挖基坑、铺设混凝土、安装钢筋加固、给所有厂房加绝缘层等。它的基坑体积相对А工程小得多，但它位于岩石区，每天大约需要2吨TNT炸药辅助挖掘工作。1947年夏基坑挖掘工作完成，比原计划的3月底延迟了2个多月。下一阶段是铺设混凝土，共计需要铺设4万立方米，但截至11月15日，只铺设了1.9万立方米，这意味着大部分工作必须在冬天进行，致使混凝土加热工作的难度加剧，出现额外的工程质量问题。之后是为厂房安装绝缘层，每个厂房的墙面、地板需涂上厚达2厘米的沥青和乳胶，天花板需涂上至少厚达6厘米的沥青。为此，Б工程大约先后建了100多个锅炉熬制沥青，很多一线工作人员被煮沸的沥青严重烧伤，直到1948年5月底，绝缘工作才完成。1948年8月末完成主体施工开始遥控设备安装。1948年12月初竣工。1949年2月26日首批钚浓缩液从Б厂出厂送入В厂后，首先由第九车间生产出硝酸钚，然后由第四车间还原生产金属钚，最后送入第11车间机加工。1949年8月初生产出苏联第一颗原子弹的两个钚半球，用专列秘密运往第11设计所，以进行第一颗原子弹的最后组装。此外，还需建设钢筋混凝土隧道，用于储存生产过程中产生的放化性废弃物。隧道深达30米，最初长度是150米，到1949年达1000米。
  - В厂（化学冶金厂）：总工程师Ф.М.布廖霍夫斯基，结构设计单位有第九科学研究所、普通化学和有机化学研究所，以及第十二国家专业设计院。В工程相对于А、Б工程要简单得多，它是在海军炮弹仓库和军营基础上改建的，其厂房与普通的化学实验室一样，装有木制拉动柜和试验台，实验仪器也十分简单，有铂金过滤器、玻璃杯和金色漏斗等。但它对室内装修的要求极高，墙壁和天花板必须要像镜面一样光滑，即便是细小的空中悬浮物也不能镶嵌其中。1949年2月20日，В工程竣工。
- 钚分离：维塔利·格里戈里耶维奇·赫洛平领导的苏联科学院镭研究所承担
- 铀矿地质、采掘、矿冶、钚提取技术，由内务人民委员部第九研究所（特种金属研究所）承担
- 金属铀生产：有色冶金工业人民委员部稀有金属工业总局稀有金属研究所镭实验室在季娜伊达·瓦西烈耶夫娜·叶尔绍娃（俄语：Ершова, Зинаида Васильевна）领导下，用金属镁还原四氟化铀，在高频电炉中金属冶炼，1944年12月生产出重量1kg的高纯度金属铀。
- 核纯级石墨：莫斯科电机厂承担，1944年5月研制出灰分低于万分之四，硼低于百万分之1.7的石墨。
- 原子弹设计与总装的高爾基州的薩羅夫的阿尔扎马斯-16的苏联科学院第二实验室第11设计局：1946年4月9日苏联部长会议第805-327号《关于2号实验室问题》的决议，决定将科学院2号实验室第六研究实验室改组为设计室，1946年4月13日正式启动2号实验室第11设计局的建设。焦尔诺夫（П.М.Зёрнов）被任命为设计所主任，总设计师尤里·鲍里索维奇·哈里顿，副总设计师基里尔·伊万诺维奇·肖尔金。1946年6月21日，苏联部长会议第1286-525号决议《苏联科学院2号实验室第11设计所工作计划》进一步明确了设计所的任务：在2号实验室的领导下研制РДС-1和РДС-2两种型号的原子弹。1946年7月1日，哈里顿向万尼科夫上报了《原子弹战术技术任务书》，原子弹的设计生产正式开始，其中，中子物理1室负责确定临界物质、装料规格和形状，研制中子引信，研究核爆炸过程；炸药2室研究可产生压缩力的装料结构和收敛爆轰现象；X射线3室研究核爆炸前钚或铀-235的压缩过程；引信4室研制各类专用同步引信；电子-无线电5室研制遥控引信及其他辅助性仪器；冶金6室研制最少损耗加工方法及装料主体部分；压缩工程中的物质研究7室研究炸药爆炸引起的金属变形行为；钚物理机械性能研究8室研究钚的物理性能；效能研究9室研究爆炸的机械效能，确定最佳爆炸高度；设计10室负责第一型号成品（即РДС-1）基本结构设计；设计11室负责第二型号成品（即РДС-2）基本结构设计；保健12室负责监控放射性感染，检验防辐射措施的有效性，监控血液健康状况；大操作台第13组负责最终试验仪器和场地的准备；理论14组分析产品的各个工作阶段；计算15组协助理论组进行数学计算。1946年末，哈里顿和焦尔诺夫拟定了一份准备调入工作的人员名单《第11设计所所需科研和实验设计人员》，其中包括爆炸过程、核物理、分析化学、无线电技术、X线照相、放射化学、真空技术工程设计、火炮系统、高压仪器、精密机械、信号弹制造技术、机器制造、机械、金属、弹药制造等方面的专门人才，炸药煅压、炸药铸造、万能车工、造型工、研磨工等工种的技术工人。经安全部门严格审核，从全国各地、各个部门调来了数以百计的研究设计和技术人员，共组成15个研究、设计、实验部门。经过一年的组合，到1947年第11设计所研究、设计、实验和生产各分支机构基本形成。占地面积100多平方公里，用于建设研究室、实验室、设计室、机械厂、试验场、飞机场等诸多设施，计划两年完工，预算建设资金为6700万卢布，1947年底竣工。截止到1948年1月，仅基础建设投资就已达到了1.4亿卢布，总投资为2.3亿卢布。此外，苏联科学院系统参与原子弹研究设计的单位有：化学物理研究所，斯捷克洛夫数学研究所，地球物理研究所，物理问题研究所，镭研究所，物理技术研究所，物理研究所，物理化学研究所，普通无机化学研究所，韦尔纳茨基生物化学实验室，等等。各部委所属参与原子弹的研究设计单位有：化学工业人民委员部第42国家研究所，全苏航空材料研究所，电气工业人民委员部实验室，乌拉尔轻工业研究所，重型机器制造人民委员部锅炉-涡轮机制造研究所，列宁格勒大学物理研究所，弹药人民委员部第6研究所，苏联卫生人民委员部X射线和辐射中央研究所，等等。原子弹的每个元件都有研究小组集体攻关，对最复杂的问题广泛采用2-3个研究小组平行研究的方法。仅中子源的作用原理和构造便审议了近20个提案。卡皮察院士认为“向我们提供的（美国核）情报是为了把我们引向岐途”，贝利亚與庫爾恰托夫因盡可能採取每一項細節都自行測試的作法。特別是貝利亞還以自己的情報機關作為第三者，檢查科學家團隊的結論是否有問題。1949年4月15日第十一设计所完成了第一颗原子弹的结构设计任务。苏联第一颗原子弹РДС-1的核装料结构设计方面，在钚球和带有中子反射器的推进器之间引入了气腔结构；为球形核装料设计内腔，以便更有效地实现“内部坍塌”。因此，РДС-1与美国的第一颗内爆钚弹“胖子原子彈”相比，减少了核裂变材料的消耗，同时还减轻了重量、减小了体积。1949年8月8日两颗镀镍的钚半球从车里雅宾斯克-40的В厂起运往第11研究所最后测试组装。两天后，第11设计所对核装料进行了检测。检测结果令人满意，符合各项技术要求，可以组装。
- 气体扩散浓缩铀的“813综合厂”：厂址位于距斯维尔德洛夫斯克市80公里的上涅文斯科耶的保密行政区斯维尔德洛夫斯克-44。1945年12月1日，政府通过了建设813厂的决议。工程代码为865工程，建设任务由内务部865建设管理局负责，建设主任先后由И.П.博伊科夫、А.С.波诺马廖夫担任，总工程师是Б.М.谢尔久科夫。工程分为五个建设区，第一区负责扩散厂主楼建设，第二区负责传统住房建设，第三区负责道路建设，第四区负责最后的整修工作，第五区负责为囚犯建设四个独立的营房。1946年启动建设，建筑工程投入的人力为30000人。结构设计单位是第十一国家专门设计院。厂房的要求比较简单，与普通的机械厂没有明显的技术差别，只需要建设一座可以容纳数千台扩散机的工厂，故1947年初工程的建设工作就已基本完成，比原计划1947年9月竣工的期限提前了半年。工厂扩散设备的安装则是一项艰巨的任务，参与安装工作的单位有国营钢结构托拉斯、乌拉尔卫生技术设备和安装工程托拉斯、乌拉尔电气安装托拉斯和隔热设备托拉斯等。1948年5月首期工程投产，1949年11月生产出首批成品——铀-235含量为75%的六氟化铀。
- 电磁法浓缩铀的“814厂”：最初并没有打算建设电磁厂，直到1946年气体扩散装置研发失败，电磁法工厂的建设才提上日程。1947年6月10日苏联部长会议专门委员会召开会议，讨论了814厂的选址和生产设备问题。1947年6月19日苏联部长会议作出第2140-562号《关于814厂问题的决议》，开工建设。厂址位于斯维尔德洛夫斯克州伊斯镇的原始森林中建设斯维尔德洛夫斯克-45。根据1948年4月6日部长会议的决议，它应于1949年7月1日完工并投入使用工程建设单位是内务部1418建设管理局，工程主任是М.А.扎里茨基，投入1.94万人。结构设计单位是第十一国家专门设计院。814厂的电磁装置高21米、重6000吨，为了容纳如此庞大的电磁装置，苏联需要建设前所未有的超大型真空车间，并提供充足的电力保障。814厂的主体建筑是一座5层高的大楼，由20个专门设计室组成。室内设计方案复杂，由昂贵的黄铜制成，确保超深真空的绝对压力保持在10-6mm水银柱，建筑物的自重在1000吨以上。由于电磁装置耗电量极大，814厂附近不能提供足够的电能供给，部长会议决定在尼日涅—图林地区建设发电功率为12.9万千瓦的发电站。814厂的施工技术难度极高，故未能如期完工。实际上1950年12月才投入使用，生产出首批高浓缩铀-235。由于电磁法提纯浓缩铀效率较低，814厂很快便停业了。
- 重水堆生产钚：1945年12月1日，苏联人民委员会作出第3010-895号《关于成立苏联科学院第三实验室的决定》，在莫斯科市切列姆申科区新建第三实验室(后改名热工实验室，即现在的俄罗斯科学院理论和实验物理研究所)，学术负责人是阿布拉姆·阿里汉诺夫，助手是В.В.弗拉基米尔斯基，苏联部长会议全权代表奥谢特洛夫少将（来自苏联国家安全部K局）。为建成重水反应堆（代号“7号装置”）并研究在此反应堆中制备原子弹需要的钚-239和鈾-233。第三实验室与第二实验室是平行的独立机构，它的成立强化了对重水的研究。朗道受阿里汉诺夫的邀请，兼任第三实验室理论部的主任，领导波梅兰丘克、阿希泽尔、加拉宁、别列斯捷茨基等人钻研反应堆理论。1948年4月科技委员会指派由谢苗诺夫、库尔恰托夫、朗道和泽尔多维奇组成的特别验收小组对第三实验理论设计工作进行了全面考察，科技委员会根据验收组报告，一致认为第三实验室的理论计算准确可靠。此外，包括化学工业人民委员会下属氮工业国家研究所在内的56家科研机构和设计单位协助研究。1947年初，第一管理总局向3号实验室和波多利斯克厂液压设计室下达了设计任务书，制定重水实验堆设计方案。自然界中重水和轻水的比例是1∶6800，因此，分离重水是一项技术难度非常大的任务。苏联先后采用了同位素交换法、电解法生产重水。1946-1948年间重水生产厂有奇尔奇克电化综合厂、莫斯科电解厂，总产量分别为106.46千克、2462.98千克和3942.6千克；后来增加了第聂伯罗捷尔任斯克氮肥厂、戈尔洛夫卡氮肥厂和别列兹尼基氮肥厂，1949年、1950年的总产量分别为10684.4千克、17502.5千克。经过近两年的准备，1948年7号装置开始建设，1949年4月建成并投入使用。7号装置装载的金属铀为1.5吨，是Ф-1石墨堆的1/30。重水堆的结构设计单位最初是列宁格勒的中央锅炉研究所与波多利斯克的锅炉制造厂，但А.И.阿里汉诺夫没有通过它们的设计方案，1949年3月26日部长会议委托高尔基工厂专门设计院负责其工程设计工作。工业堆ОК-180的设计方案是1949年8月完成，在817综合厂建设重水工业堆。施工建设工作一直持续到1950年12月。随之，А.И.阿里汉诺夫及其助手来到施工现场，参与反应堆的安装、调试和监督工作，1951年10月，重水工业堆点火运行，比石墨反应堆晚了近3年的时间。1951年11月17日，ОК-180重水堆正式投入使用。

第一管理总局用于下属生产企业和研究机构的基本建设拨款仅1948年就达到了26亿卢布，其中817厂为3.4亿卢布，813厂为5.5亿卢布，814厂为1.5亿卢布。
1946年11月26日苏联部长会议第一管理总局发布第0355号令《苏联部长会议第一管理总局人员使用问题》：在全国范围内动员各类人才充实核工业企业，在化工、冶金、机器制造等行业中挑选熟练工人。上述工作主要由斯维尔德洛夫斯克、车里雅宾斯克、莫斯科、列宁格勒等地方党组织和第一管理总局共同负责。能被选中进入核工厂工作的人员都必须是品质优秀、精通业务、遵守纪律、富有创造性、政治立场坚定的先进工作者。核工业初期，对违反纪律员工的惩罚尤为严厉，特别是在灯塔生产联合体、乌拉尔电化学联合企业和电化学仪器综合制造厂，如果发现员工无故旷工或上班迟到，工厂人事部门必须在12个小时以内将案件提交法庭审判；一旦延误处理，将被视为包庇罪，当事人会受到刑事处罚。对无故旷工和上班迟到的员工最常用的惩罚手段是劳动改造；对屡犯不改者实行监禁，期限为几个月或几年不等。工厂员工的一言一行都要严格遵循《行为守则》。哪些人可以出入某个车间或部门，哪些人可以接触哪些文件，哪些人可以做记录，哪些人可以绘图纸，工厂都做出了严格的规定。保密文件由专门的部门管理和发放，而且经手人必须在文件交接单上签字。做记录时，只允许使用专用纸张，然后由专门的部门存档。管理保密文件的人员常常受到武装警卫保护，以防止其他人随便接近。核工厂实行的保密制度限制了信息的沟通，使工作人员无法了解和掌握生产和管理的全部情况。许多部门负责人抱怨，他们无法控制每个生产和管理环节。全苏技术物理科学研究所的中层领导曾经指出，在这样的保密制度下，人们彼此之间产生了一种强烈的不信任感，下级不愿意服从他们的领导。
1949年8月29日早7时，第一閃電」核試驗於塞米巴拉金斯克試驗場成功引爆了蘇聯第一顆原子彈（屬內爆式鈽彈）РДС-1。贝利亚、别尔乌辛、库尔恰托夫、哈里顿、扎维尼亚金、马赫涅夫等专门委员会、第一管理总局及科技委员会成员亲临原子弹试验现场。至此，专门委员会召开了84次会议，颁布了1000多个以苏联国防委员会、苏联人民委员会、苏联部长会议名义的原子能领域的决议。截至1949年8月29日，参与乌拉尔地区核工程建设的建筑工人有91,900人，参与其工厂运行的工人数量达17,719人。因为在核计划初期缺乏对核工业发展的长远计划，所以参与该地区核工程建设的工人数量波动很大，在1947-1949年间人数最多可达25万人。此外，还有数十万人从事核原料的勘探、运输和存储等方面的工作。据统计，1947-1949年间关于817、813和814等核裂变材料生产厂工程基建投资达20.93亿卢布。根据1996年估算的数据，1945-1949年间苏联核计划的花费达85亿卢布，这一时期核计划的支出占国民总收入的比重逐年增加，分别是0.9％、2.0％、3.0％、3.6％、4.1％。据历史学家Н.С.西蒙诺夫1999年考证的数据，仅1947-1949年间苏联核计划的开支就达145亿卢布。根据苏联最高苏维埃主席团1949年12月29日的秘密指令，决定给841位在第一颗原子弹研制中立有功勋的人员予以奖励；同日发布斯大林签署的苏联部长会议《关于对利用原子能事业中取得杰出科学发现和突出技术成就的有功人员予以奖励和颁发奖金的决定》。贝利亚、库尔恰托夫、哈里顿、万尼科夫、泽尔多维奇、谢苗诺夫、朗道等32位主要得奖人致信斯大林，“深切地感谢‘伟大领袖’对他们工作的高度评价”。1950年5月16日发布了首颗原子弹爆炸成功的第二批奖励名单。
1949年9月，第一总局管辖17家大型企业，员工230 671人，其中工人169 854人，科研人员、工程师和技师27 596人。为解决铀短缺问题，1949年12月27日，苏联部长会议决定将铀矿开采和加工工厂从第一管理总局中分离出来，成立苏联部长会议第二管理总局，局长安特罗波夫。机关设采矿企业局、地质处、计划处、干部处、保卫保密处、运输供应处、基建处、经济处、财务处、技术处、国外企业处等10个处，会计部、采矿技术监察部、办公厅；辖：
- 第6矿山-化学联合企业：在塔吉克的列宁纳巴德，下设6处矿山和5处浸出厂。1945年5月15日苏联国防委员会批准成立。厂长契尔科夫。1951年职工21 120人，11座铀矿、69个矿井、8个化冶厂，开采矿石2406吨，加工金属铀285吨。
- 第7联合企业：在爱沙尼亚西拉缅。1946年创建。1951年职工3679人。
- 第9联合企业：在塔吉克克里沃伊罗戈。1951年创建。
- 第11联合企业：在吉尔吉斯图拉卡巴克。1950年创建。职工980人。
- 906重工厂：在第聂伯捷尔任斯克。1947年创建。职工2586人。
- 48厂
- 第8矿务局：在吉尔吉斯伊塞克古里。1947年创建。职工4289人。
- 第10矿务局：在皮亚季戈尔斯克。1950年创建。职工1688人。
- 北方矿务局
- 叶尔马科夫矿务局
- 东德“维斯穆特”联合矿业公司：1946年7月29日创建“萨克森矿务局”，1947年5月10日改为“维斯穆特”联合矿业公司。总部设奥耶。管理人员均为苏联人，技术专家由苏德人员组成。1950年有157个矿井，6个矿冶厂，员工140 119人，其中苏联人3386人，德国人136 733人。产金属铀1224吨。
- 波兰库兹涅茨基矿：员工4061人。
- 保加利亚格坚斯基矿：员工2341人。
- 捷克斯洛伐克亚辛莫夫斯基铀矿：员工13296人。

原子弹试爆成功提高了专门委员会的权威，莫斯科防空导弹系统亦由其监管，成立第三管理总局。
在苏联“四五”计划（1946—1955）时期，核计划每年约占国民经济建设总投入的3%；苏联“五五”计划（1951—1955）时期，核工业每年的投入比例进一步增加。中型机械部的档案显示，该部每年在核事务方面的开支高达60亿卢布，约占国家为各部拨款总额的4%。当然，核事务实际的开支远比档案记录的要高，因为核事务涉及多个部门和“配套协作企业”，在生产过程中还需要各方面的维护和保障，而档案并没有将所有开支一同计入。因此，档案中的数字仅是总开支的一部分。
杜鲁门总统于1949年10月批准了扩大原子弹的生产计划，并做出了关于紧急研制氢弹的决定。1950年1月31日，美国总统杜鲁门发表了关于继续致力于包括氢弹在内的所有类型核武器开发工作的公开声明。这促使苏联政府出台了紧急措施——1950年2月26日发布了研制氢弹的决议。 
早在1945年，苏联情报部门就得到美国的爱德华·泰勒利用氢的同位素聚变搞“超级炸弹”的消息，库尔恰托夫要求尤里·鲍里索维奇·哈里顿探索此种可能性。结果古列维奇、尤里·鲍里索维奇·哈里顿、泽尔多维奇、波梅兰丘克共同准备了一个报告，于1945年12月17日向第一总局科技委员会报告，科技委决定由泽尔多维奇领导的化学物理所理论组(包括康帕涅兹和季雅科夫)对此构想进行深入探讨，他们于1947年底至1948年初提出利用原子弹引爆储存在圆柱体中的液态氘氚混合物以产生热核反应的氢弹设计，简称“管子”。1948年库尔恰托夫请列别捷夫物理研究所的伊戈尔·塔姆组织一支理论队伍，验证并改善泽尔多维奇小组对“管子”的计算结果，该组的安德烈·萨哈罗夫提出了新的氢弹设计，他采纳维塔利·拉扎列维奇·金兹堡提出的使用固态氘化锂代替氘、氚作为聚变材料的想法，提出将裂变材料和聚变材料分层摆放、用原子弹引爆聚变材料的氢弹设计，简称“夹心饼干”。1950年2月26日，斯大林签署了苏联部长会议《关于建造氢弹》的决定，加快氢弹研究，将氢弹的两种设计分别称为RDS-6T(管子)和RDS-6C(夹心饼干)，要求两种设计的理论和实验工作同时开展，同时决定增补朗道为第11设计局科技委委员。从1950年2月开始，朗道及其小组参与了RDS-6T的理论计算，由于问题的高度复杂性，圆柱形弹体中爆轰无限传播可能性问题到1951年年底仍未得到解决。1951年12月29日，苏联政府决定1952年最重要的任务是完成RDS-6C的研制，争取在1953年进行氢弹试验，为此解除了朗道小组的RDS-6T计算任务，要求该组人员与塔姆小组紧密配合，从1952年2月开始参加RDS-6C(“夹心饼干”)的理论研究。1953年1月，朗道小组完成了对RDS-6C爆炸当量的计算；1953年8月12日苏联在塞米巴拉金斯克试验场进行了RDS-6C氢弹试验，实测爆炸威力为35—40万TNT当量，试验前朗道小组的理论计算结果估计此次爆炸的威力在30±10万吨TNT当量。
在离心法分离同位素铀方面。苏联科学家早在1942年就开始研究离心法，但后来由于掌握了美国成功实施扩散方法的情报，贝利亚下令暂停离心法，优先发展气体扩散法。1951年第一颗铀弹试爆之后，苏联恢复离心法的研究。1957年乌拉尔电化学联合企业(813厂)生产出世界上第一批用离心法获得的高浓缩铀，20世纪60年代苏联确立了离心法在铀同位素分离中的主导地位。
美國於1952年的「常青藤麥克」試驗中成功引爆了世界上第一顆“湿式”氫彈，高6米，直径为1.8米，重65吨。苏联氢弹計畫的領導人為维塔利·拉扎列维奇·金兹堡和萨哈罗夫，後來該計畫以「第三方法」為主導進行著。1953年8月，蘇聯在代稱為「RDS-6s」的核試驗中，成功引爆了，采用固体氘化锂6作核燃料的“干式”氢弹，当量40万吨。
1953年6月26日随着贝利亚被逮捕，撤销了苏联人民委员会专门委员会。同日，根据苏联最高苏维埃的命令，于1953年7月1日把第一管理总局、第二管理总局合并组建中型机械工业部。1953年组建时，部长维亚切斯拉夫·亚历山德罗维奇·马雷舍夫，第一副部长鲍里斯·利沃维奇·万尼科夫、副部长赫鲁尼切夫。设矿山设备、冶金、化工设备等8个总局，交通运输、科技信息、计划经济、基建、设备、技术、干部管理等13个局，特种服务、保卫保密等4个处，2个科技委员会，会计中心、办公厅等。苏联当时有10家重水工厂，其中化学工业部的奇爾奇克电子化工厂、第聂伯罗捷尔任斯克氮肥厂、戈尔洛夫卡 化肥厂、别列兹尼基氮肥厂、基洛瓦坎化工联合企业、莫斯科电解厂、斯大林诺戈尔斯克氮肥厂、农机部在阿列克辛的第472、473号装置，有色金属工业部博戈斯洛夫斯克铝厂、内务部在诺里尔斯克的第476号装置。
1953年8月12日第一枚苏联氢弹РДС-6с试验。
1953年12月31日苏联部长会议主席马林科夫签署决定，奖励在氢弹研制和新型原子弹设计中立功的科学家和工程技术人员。决定指出：由于在RDS-6C氢弹和RDS-5新型原子弹的理论计算中的出色工作，授予朗道斯大林奖金一等奖(奖金10万卢布)，授予朗道小组的栗夫席兹、季雅科夫、哈拉特尼科夫和梅曼斯大林奖金二等奖(奖金各2万卢布)，授予朗道小组的西乌欣斯大林奖金三等奖(奖金1万卢布)。1954年1月4日，苏联最高苏维埃主席团主席伏罗希洛夫签署主席令，授予朗道社会主义劳动英雄的称号。
1955年11月22日更加完善的二级结构百万吨级氢弹РДС-37试验。
1956年1月4日苏联部长会议决议：各部委必须不折不扣地接受中型机器制造部提出的专用设备、产品和仪器的订货，保证按计划优先供应该部所需的一切物资和设备，优先安排该部所需物资的生产、供应和运输。虽然政府向中型机器制造部提供了各种优惠，但也提出了许多相当严格的要求，比如，高度的保密性、极高的产品质量等。1956年4月，成立苏联原子能总局，直属苏联部长会议领导，负责核科学技术研究开发。1960年原子能总局改为苏联国家和平利用原子能委员会，下设科学技术局、加速器与核研究局、同位素与辐射技术局等。核电厂的运行归苏联动力工业和电气化部，辐射监测由苏联国家水文气象和环境控制委员会负责。1983年苏联国家核工业控制委员会负责管理核安全。
1986年7月19日，苏联共产党中央政治局召开了特别会议,在审议了切尔诺贝利核电站事故的原因后决定把苏联国家和平利用原子能委员会与动力工业和电气化部中核电部分合在一起，组建苏联原子动力部。任命58岁的卢科宁为该部部长。并成立新的国家核安全监督委员会。
1989年9月11日，中型机械工业部与原子动力部合并为苏联原子动力与工业部（Министерство атомной энергетики и промышленности СССР）。
1986年苏联核武库的弹头数达到4.5万枚，为历史最高水平。至1991年12月建造了13座生产堆和两座产氚堆，总共生产了约5.5万枚弹头，125吨军用钚，武器级高浓铀约1200吨。探明可采铀资源储量为18万吨，年产2500吨；在可地浸砂岩铀矿的找矿和铀矿原地浸出方面世界领先。第6代气体离心机转速达到15000转/分钟，其分离功单位的比能耗量是气体扩散法的百分之一。燃料组件技术能保证ввЭр-1000的压水堆能连续工作3年以上时间并且燃料元件破损率为0.005%。和平目的的民用核爆炸共进行116组(次)，爆炸了128个核装置。其中112组（次）核爆炸在实际工程开发现场进行，在核试验场进行的核爆炸效应试验仅4组(次)。发射了30多颗由反应堆供电的“宇宙”系列人造地球卫星，累计400多空间堆年的运行经验。
1992年１月29日俄罗斯总统叶利钦签署命令，成立俄罗斯原子能部。2004年3月，俄罗斯原子能部改组为俄罗斯联邦原子能署。2007年12月改组为俄罗斯国家原子能公司

## 组织架构
下属科研单位和生产企业共151个，现有职工80万。其中拥有博士和副博士的高级人才约3万人，苏联科学院院士和通讯院士有60人。
| 代号                | 公开名称 | 地点                                                               | 任务性质 | 注释 |
| ------------------- | --- | ------------------------------------------------------------------ | --- | --- |
| 斯维尔德洛夫斯克-44 | 乌拉尔电化学联合企业 | 叶卡捷琳堡上奈维斯克(诺沃乌拉尔斯克)                               | 浓缩铀、核材料机加工 | 1960年开始安装使用第一代离心机。1970年开始安装使用第五代离心机，铀浓缩工业从气体扩散全面转换成离心法。1984年开始第六代离心机安装使用。 |
| 斯维尔德洛夫斯克-45 | | 叶卡捷琳堡北200公里下图拉列斯诺耶                                  | 浓缩铀、核弹头组装 | |
| 车里雅宾斯克-40     | “灯塔”生产联合体 | 车里雅宾斯克州克什特姆市以东16km，克孜勒塔什湖南岸(奥泽尔斯克)     | 石墨堆、钚的后处理、核材料机加工（1966年改称车里雅宾斯克-65）；后改生产锂和氚，试验快堆混合氧化物燃料芯块和元件 БН-800混合氧化物燃料组件 \|\|        | |
| 车里雅宾斯克-65     | “灯塔”生产联合体 | 车里雅宾斯克州靠近卡斯利和基斯捷姆克孜勒塔什湖南岸(奥泽尔斯克)     | 石墨堆、钚的后处理； 舰艇燃料循环；同位素生产；武器部件贮存                                                                                          | (车里雅宾斯克-40于1966年改称) |
| 阿尔扎马斯-16       | 全俄实验物理科学研究所(ВНИИЭФ) | 高尔基州萨罗夫                                                     | 核弹头设计与组装 | 先锋厂(克雷木勒夫) |
| нии-9，вниинм       | 莫斯科无机材料研究所 |                                                                    | 裂变材料生产技术研究；核燃料循环技术 | |
| 电钢城第12号工厂    | 埃列克特罗斯塔尔工厂 | 莫斯科附近                                                         | 生产铀弹头部件和生产锂-6以及氘化锂；ввЭр-440压水堆、БН-350和БН-600快堆的燃料元件、燃料组件和芯块。РБМК-1000和РБМК-1500型石墨水堆燃料元件和燃料组件。 | |
| 车里雅宾斯克-70     | 全俄技术物理科学研究所(ВНИИTФ) | 车里雅宾斯克州卡斯利北20公里斯涅仁斯克                             | 弹头设计 | |
| 塞米巴拉金斯克-7    | |                                                                    | | |
| 斯维尔德洛夫斯克-40 | |                                                                    | 生产钚 | |
| 克拉斯诺亚尔斯克-26 | 采矿化学联合企业 | 克拉斯诺亚尔斯克附近多多诺沃北10公里叶尼塞河沿岸(热列兹诺戈尔斯克) | 生产钚 | |
| 托木斯克-7          | 西伯利亚化学联合企业 | 托木斯克西北15公里(谢韦尔斯克)                                     | 生产钚 | |
| 克拉斯诺亚尔斯克-45 | 电化学联合企业 | 克拉斯诺亚尔斯克和柯斯克之间坎河畔(克拉斯诺亚尔斯克)               | 浓缩铀；舰艇和快堆燃料加工 | |
| 托木斯克-7          | 西伯利亚化学联合企业 | 托木斯克西北15公里(謝韋爾斯克)                                     | 浓缩铀、核材料机加工 | |
|                     | 电解化学联合企业 | 位于伊尔库斯克西北30公里安加尔斯克                                 | 浓缩铀 | |
|                     | 工业联合企业 | 新西伯利亚                                                         | ввЭр-1000反应堆燃料组件；钚生产堆燃料元件；氚生产堆堆芯；研究堆高浓铀燃料元件； 锂及锂产品 \|\|                                                      | |
| 兹拉托乌斯特-36     | | 车里雅宾斯克州兹拉托乌斯特东南85公里尤里乌扎(特寥赫高尔尼)         | 核弹头组装（无核材料） | |
| 潘扎-19             | | 潘扎东115公里库兹尼斯克(扎列其尼)                                  | 核弹头配件组装（无核材料） | |
|                     | 赫洛宾镭学研究所 | 列宁格勒                                                           | 放射化学后处理技术 | |
|                     | 脉冲技术研究所 |                                                                    | 核试验基础设施与设备 | |
|                     | 自动化研究所 |                                                                    | 武器自动化与电子系统 | |
|                     | 中心试验场 | 新地岛                                                             | 核试验 | 北部和南部试验区 |
| 塞米巴拉金斯克-21   | 塞米巴拉金斯克试验场 | 塞米巴拉金斯克南部                                                 | 核试验 | 恰干河，第格利山和柯尼亚斯坦试验场。1991年永久关闭                                                                                     |
|                     | 原子反应堆研究所(NIIAR) | 季米特洛夫格勒                                                     | BOR-60快堆、后处理工艺 、核燃料生产工艺、钚使用工艺、同位素                                                                                          | 运行8座反应堆，并为该市供热 |
|                     | 物理和动力研究所 | 奥布宁斯克                                                         | 钚使用工艺、快堆设计、海军铅铋冷却动力堆设计 | |
|                     | 库尔恰托夫研究所 | 莫斯科                                                             | | |
|                     | “液压机”实验设计局 | 波多利斯克                                                         | 换热器设备，包括钠-水蒸汽发生器 | |
|                     | | 哈萨克奥斯-卡缅诺戈尔斯克                                          | РБМК-1000和РБМК-1500型石墨水堆燃料芯块 | |
|                     | 格拉佐夫工厂 | 乌德穆尔特                                                         | 燃料元件包壳所用的锆基合金材料及有关部件的生产 | |
| RT-1                | | 车里雅宾斯克                                                       | ввЭр-440型反应堆、快堆和船用反应堆燃料乏燃料后处理厂                                                                                                 | 1976年4月建成运行。 年处理能力为400吨重金属，回收99%的铀、钚以及85%的镎。提取锶-90、铯-137、锝-99和其他放射性核素。                    |
| RT-2                | 南乌拉尔 | 车里雅宾斯克                                                       | 设计能力为ввЭр-1000型堆乏燃料后处理3000吨/年 | 80年代中期苏联快堆计划缩减，于1989年停工。现规划建设BN-1200钠冷快堆                                                                    |
|                     | 莫斯科物理动力研究院(ФЭИ) |                                                                    | | |
|                     | 高尔基机械试验设计局(ОКБМ) | 高尔基市                                                           | 核动力反应堆、快堆设计 | |
|                     | 列宁格勒动力工程技术研究设计院All-Russia Science Research and Design Institute of Power Engineering Technology (VNIPIET, St Petersburg) |                                                                    | | |
|                     | | 爱沙尼亚锡拉迈埃                                                   | 铀水冶厂 | 1947-1989 |

## 历任部长
- 维亚切斯拉夫·亚历山德罗维奇·马雷舍夫工程技术勤务上将，部长会议副主席兼任。 （1953年6月29日-1955年2月28日）
- 阿夫拉米·帕夫洛维奇·扎韦尼亚金中将 （1955年2月28日-1956年12月31日心脏病突发去世）
- 米哈伊尔·格奥尔基耶维奇·别尔乌辛，苏共中央主席团成员、部长会议第一副主席、蘇聯國家計劃委員會主席兼任。1957年。
- 叶菲姆·帕夫洛维奇·斯拉夫斯基 1957-1986
- 列夫·里亚博夫 1986-1989